# Butch Patrick
Butch Patrick, pseudonimo di Patrick Alan Lilley (Inglewood, 2 agosto 1953), è un attore statunitense, noto per il ruolo del bambino lupo mannaro Eddie Munster nella serie televisiva comica della CBS I mostri, nonché per il ruolo di Mark nella serie ABC del sabato mattina Lidsville.

## Biografia
Inizia la carriera di attore professionista all'età di sette anni. Nel 1961 debutta al cinema nella commedia fantasy della 20th Century Fox The Two Little Bears, in cui recita insieme a Eddie Albert e Jane Wyatt. Nel corso dei due anni successivi, Patrick appare in ruoli da guest star in numerose serie televisive, tra cui Ben Casey, Fred Astaire, Bonanza, Il mio amico marziano, Mister Ed, il mulo parlante e Gli uomini della prateria, e interpreta ruoli ricorrenti in The Real McCoys e General Hospital. Appare inoltre nel film La scuola dell'odio (1962) con Sidney Poitier, e recita al fianco di Judy Garland e Burt Lancaster nel film Gli esclusi (1963) di John Cassavetes.
Nel 1964 ottiene il ruolo del bambino lupo mannaro Eddie Munster nella serie televisiva I mostri. Lavora fino al 1966 al fianco di Fred Gwynne nella serie e nel film La dolce vita... non piace ai mostri (1966). Successivamente continua ad apparire in ruoli da guest star in varie serie televisive degli anni sessanta, tra cui Strega per amore, Death Valley Days, Gunsmoke, The Monkees, Daniel Boone e Adam-12, oltre a interpretare il ruolo ricorrente di Gordon Dearing nella serie comica per famiglie della CBS Io e i miei tre figli (1962-1971), e di Mark nella serie Lidsville (1971-1973). Appare inoltre in diversi film della Disney tra cui Way Down Cellar, The Young Loner e The One and Only, Genuine, Original Family Band.

## Filmografia parziale

### Cinema
- The Two Little Bears, regia di Randall Hood (1961)
- Hand of Death, regia di Gene Nelson (1962)
- La scuola dell'odio (Pressure Point), regia di Hubert Cornfield (1962)
- Gli esclusi (A Child Is Waiting), regia di John Cassavetes (1963)
- One Man's Wayn, regia di Denis Sanders (1964)
- La dolce vita... non piace ai mostri (Munster, Go Home!), regia di Earl Bellamy (1966)
- 80 Steps to Jonah, regia di Gerd Oswald (1969)
- Il casello fantasma (The Phantom Tollbooth), regia di Chuck Jones (1970)
- The Sandpit Generals, regia di Hall Bartlett (1971)
- It Came from Trafalgar, regia di Solomon Mortamur (2009)
- Bite School, regia di James Balsamo (2015)
- He Drives at Night, regia di Chuck Chapman (2019)

### Televisione
- I detectives (The Detectives) – serie TV, episodio 3x02 (1961)
- Ben Casey – serie TV, episodio 1x27 (1962)
- Io e i miei tre figli (My Three Sons) – serie TV, 9 episodi (1962-1971)
- Bonanza – serie TV, episodio 5x13 (1963)
- I mostri (The Munsters) – serie TV (1964)
- Gunsmoke – serie TV (1967)
- Tre nipoti e un maggiordomo (Family Affair) – serie TV, episodio 3x02 (1968)
- Lidsville – serie TV (1971)
- La famiglia Smith – serie TV (1972)
- Macabre Theatre – serie TV (2002)
- TV Therapy – serie TV (2020)

## Discografia

### Singoli
- 1972 - I.O.I.O./I Want Sugar All The Time
- 1972 - Gypsy Rainbow
- 1983 - What Ever Happened To Eddie?/Little Monsters (come Eddie & The Monsters)